# Krvni serum
U krvi, serum je komponenta koja se ne sastoji od krvnih ćelija (serum ne sadrži bela i crvena krvna zrnca) i faktora zgrušavanja. On je krvna plazma iz koje su odstranjeni fibrinogeni. Serum obuhvata sve proteine koji ne učestvuju u zgrušavanju krvi (koagulaciji) i sve elektrolite, antitela, antigene, hormone, i druge egzogene supstance (npr. lekove i mikroorganizme).
Ispitivanjem seruma se bavi serologija. Ona može da obuhvata proteomiku. Serum se koristi u brojnim dijagnostičkim testovima, kao i za određivanje krvne grupe.
Krv se centrifugira da bi se odstranile ćelijske komponente. Antikoagulisana krv daje plazmu koja sadrži fibrinogen i faktora zgrušavanja. Koagulisana krv (zgrušana krv) daje serum bez fibrinogena, mada se neki faktori zgrušavanja zadržavaju.

## Literatura
- Martin, Elizabeth A., ур. (2007). Concise Medical Dictionary (7th изд.). Oxford, England: Oxford University Press.  0-19-280697-1. Приступљено 8. 9. 2009.
- Wang, Wendy; Srivastava, Sudhir (2002). „Serological Markers”.  Ур.: Breslow, Lester. Encyclopedia of Public Health. 4. New York, New York: Macmillan Reference USA. стр. 1088—1090.

## Spoljašnje veze
- Krv